# Piotr Bańkowski

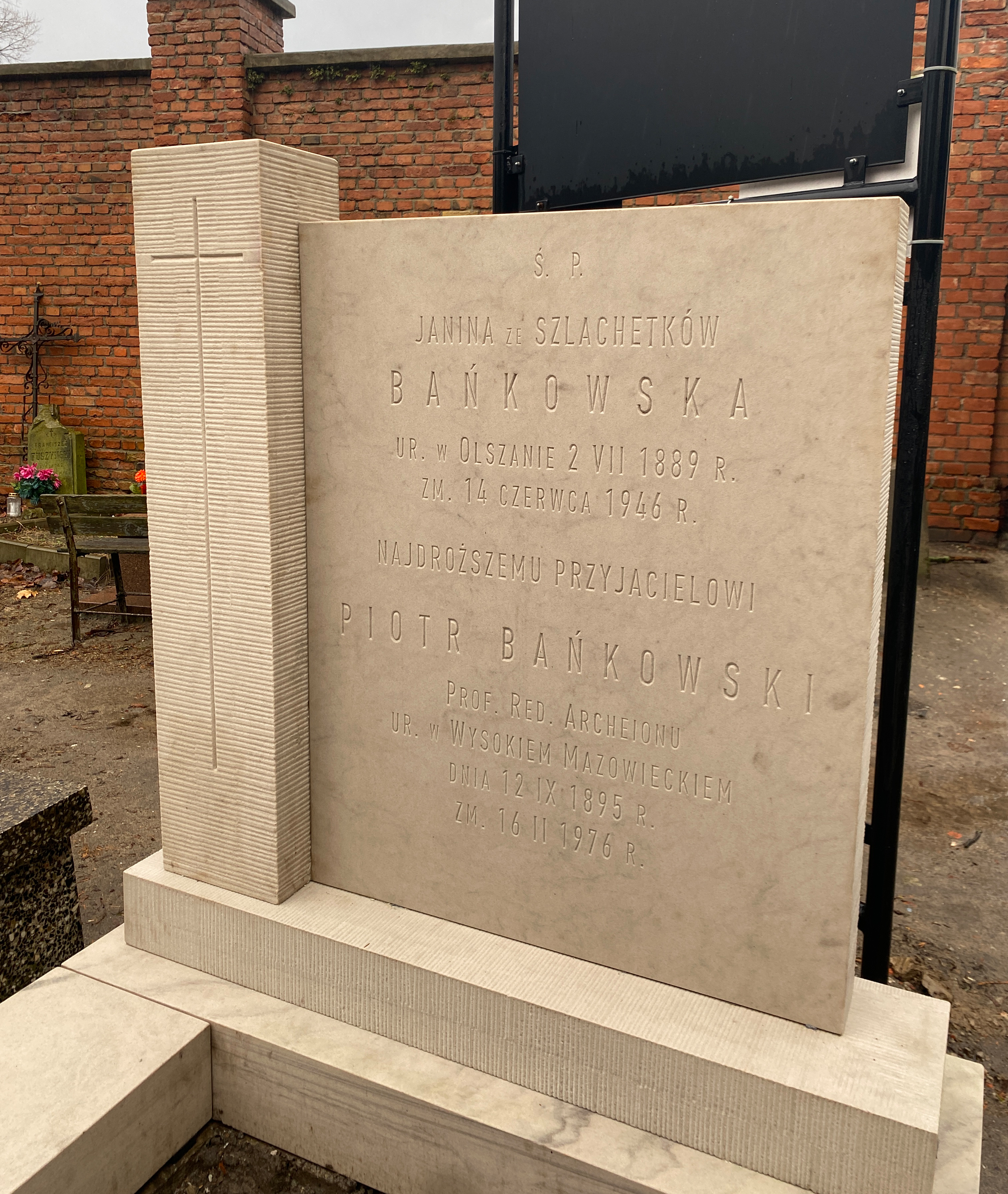
Odnowiony grób Piotra Bańkowskiego oraz żony Janiny ze Szlachetków Bańkowskiej na Cmentarzu Powązkowskim w Warszawie

Piotr Bańkowski (ur. 12 września 1885 w Wysokiem Mazowieckiem, zm. 16 lutego 1976 w Warszawie) – polski historyk literatury, archiwista, redaktor Archeionu.

## Życiorys
Urodził się w rodzinie Jana, właściciela warsztatu kowalsko-ślusarskiego i Pauliny z Ostrowskich. Miał 4 starszych braci: Stanisława, Bolesława, Kazimierza i Wiktora. Za udział w strajku szkolnym w 1905 r. w gimnazjum w Łomży został wydalony ze szkoły; maturę zdał w Krakowie w 1906 r, a następnie zaczął studia historyczno-literackie na Uniwersytecie Jagiellońskim. Na podstawie pracy Maurycy Mochnacki jako krytyk i teoretyk romantyzmu polskiego  uzyskał tytuł doktora filozofii w 1912 r. (docentem został w 1954 r., profesorem nadzwyczajnym w 1962 r.). W 1913 r., podczas wizyty w domu rodzinnym został aresztowany i na kilka miesięcy osadzony w więzieniu (za udział w strajku szkolnym). Następnie uzyskał stypendium, które pozwoliło mu odbyć roczne studia w Paryżu.
W 1918 r. wrócił do Polski. W latach 1918–1924 pracował w Archiwum Państwowym w Lublinie, jednocześnie dojeżdżając do Instytutu Nauczycielskiego w Warszawie, gdzie wykładał. W latach 1927–1934 kierował polską placówką w ZSRR w Leningradzie, zajmującą się rewindykacją dóbr kultury. Prowadził też tam szerokie kwerendy archiwalne i biblioteczne. W latach 1935–1940 pracował jako kustosz w dziale rękopisów Biblioteki Narodowej w Warszawie. Następnie został skierowany do Archiwum Skarbowego. Po powstaniu warszawskim wywieziony do Pruszkowa, potem pracował krótko w Archiwum Państwowym w Kielcach.
W 1945 r. mianowano go radcą w Wydziale Archiwów Państwowych, gdzie otrzymał zadanie wznowienia wydawania Archeionu. W międzyczasie półtora roku pracował w AGAD, skąd wrócił do Naczelnej Dyrekcji Archiwów Państwowych i aż do śmierci (po przejściu na emeryturę w 1962 r. również) był redaktorem „Archeionu”. W latach 1951–1976 sam zredagował 44 tomy czasopisma. Był autorem koncepcji i układu wewnętrznego pisma, położył ogromne zasługi w utrzymanie wysokiego poziomu wydawnictwa.
Nie zrezygnował też z prowadzenia dorywczych prac w AGAD, gdzie zajmował się porządkowaniem archiwów podworskich i prywatnych, co zaowocowało m.in. pracą Archiwum Stanisława Augusta. Monografia archiwoznawcza (1958 r.). Był również autorem licznych artykułów o tematyce archiwalnej, bibliotekarskiej, literackiej.
Działał w towarzystwach naukowych (był m.in. jednym z założycieli Łomżyńskiego Towarzystwa Naukowego).
Został pochowany na cmentarzu Powązkowskim (kwatera 257d-7-1).
Zgodnie z testamentowym życzeniem, jego księgozbiór oraz zabytkowe meble i obrazy zostały przekazane Łomżyńskiemu Towarzystwu Naukowemu im. Wagów w Łomży.

## Życie prywatne
Był bezdzietnie żonaty (od 1916) z Janiną Szlachetkówną. 

## Ordery i odznaczenia
- Order Sztandaru Pracy II klasy (1973)
- Krzyż Komandorski Orderu Odrodzenia Polski (1959)
- Krzyż Niepodległości (9 października 1933)[2]
- Krzyż Oficerski Orderu Odrodzenia Polski (1939)
- Krzyż Kawalerski Orderu Odrodzenia Polski (11 listopada 1936)[3]
- Złoty Krzyż Zasługi (2 lipca 1955)[4]
- Medal 10-lecia Polski Ludowej (1955)